# DesktopBSD
DesktopBSD – nierozwijany już, wolnodostępny system operacyjny typu UNIX bazujący na FreeBSD. W zamierzeniu ma być łatwym w obsłudze systemem dla użytkowników domowych (desktop), zachowującym stabilność i wydajność BSD.
Założycielem projektu jest Peter Hofer.

## Właściwości
- DesktopBSD nie jest forkiem FreeBSD, gdyż z założenia bazuje na gałęzi -STABLE tego systemu. Jest raczej dodanym do FreeBSD instalatorem z instalowanymi standardowo programami, własnymi narzędziami i plikami konfiguracyjnymi. W ten sposób DesktopBSD przejmuje takie cechy, jak wydajność, zwłaszcza jeśli chodzi o obsługę sieci komputerowych, stabilność i bezpieczeństwo.
- Aby ułatwić użytkownikom korzystanie z systemu twórcy zdecydowali się na domyślne używanie przez system środowiska graficznego KDE
- System zawiera graficzne narzędzia do zarządzania portami FreeBSD i profilami sieciowymi oraz montowania i odmontowywania dysków

## Historia
DesktopBSD może wydawać się kopią ówczesnego PC-BSD, ale w rzeczywistości projekt miał start mniej więcej na rok zanim pojawiło się PC-BSD. Jednak to PC-BSD pierwsze wypuściło dostępną publicznie wersję systemu, stąd mogą wynikać ewentualnie nieporozumienia. Oba projekty nie mają zamiaru rywalizować ze sobą, choć nie prowadzą też na razie żadnej współpracy.

### Kalendarium
| Data wydania         | Wersja                             |
| -------------------- | ---------------------------------- |
| 7 września 2009      | DesktopBSD 1.7                     |
| 9 stycznia 2008      | DesktopBSD 1.6                     |
| 26 lipca 2007        | DesktopBSD 1.6 release candidate 3 |
| 13 kwietnia 2007     | DesktopBSD 1.6 release candidate 2 |
| 28 marca 2006        | DesktopBSD 1.0                     |
| 26 listopada 2005    | DesktopBSD 1.0 release candidate 3 |
| 12 października 2005 | DesktopBSD 1.0 release candidate 2 |
| 25 lipca 2005        | DesktopBSD 1.0 release candidate 1 |

## Dostępność
Ze strony domowej można pobrać bezpłatnie obrazy płyt instalacyjnych. DesktopBSD 1.7 dostępne jest na pojedynczej płycie DVD, natomiast wcześniejsza wersja 1.6 dostępna jest także na 2 płytach CD. System został przetłumaczony na 14 języków (w tym polski). Do obsługiwanych architektur należą: x86 i AMD64.